# Alfabetismo cultural

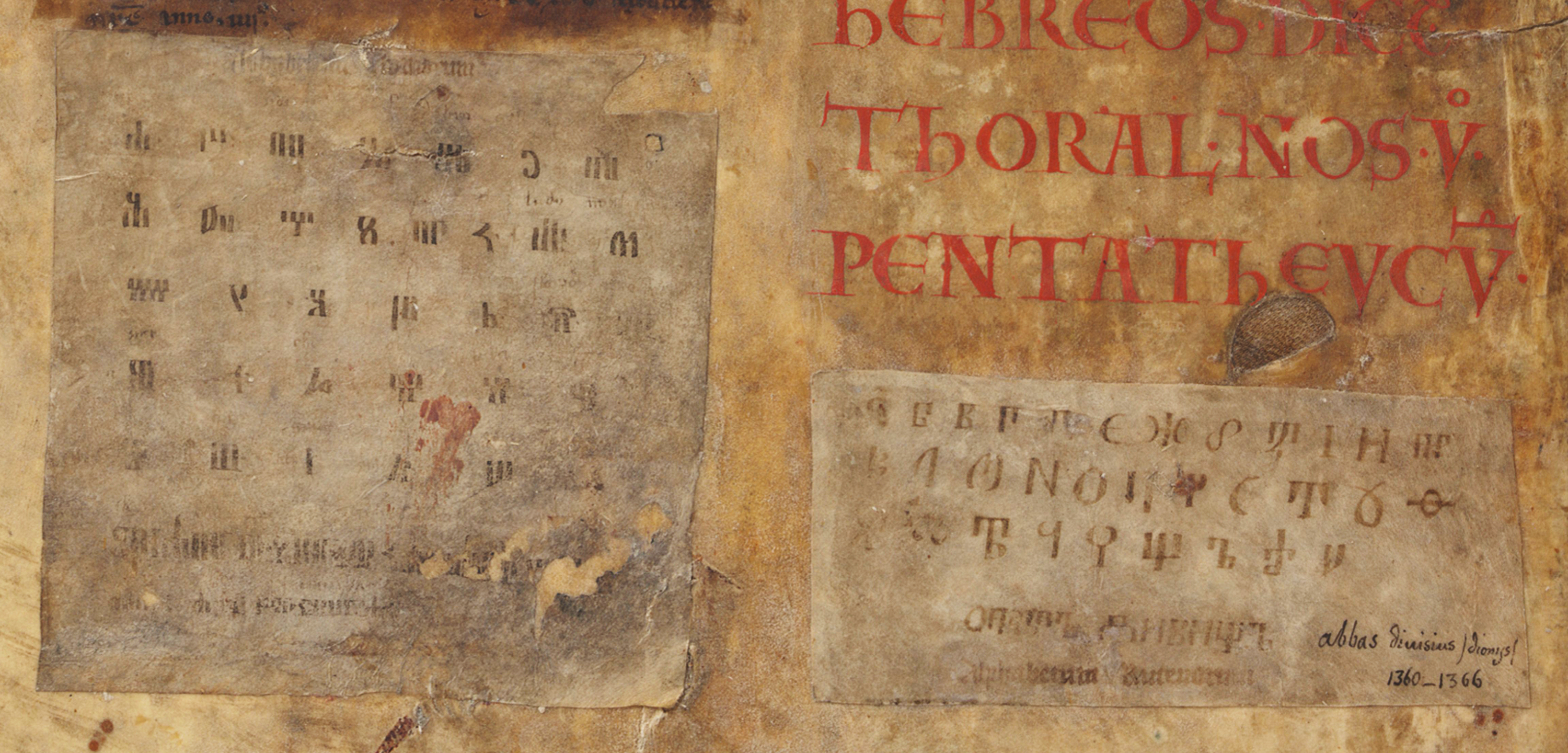
Diferentes alfabetos. El alfabetismo en una cultura implica conocer al menos una de las lenguas en la que se expresa y, caso de ser una lengua con escritura, su alfabeto.

El alfabetismo cultural es la capacidad de comprender una cultura determinada y participar con fluidez en ella. El término fue acuñado por el educador y crítico literario estadounidense E. D. Hirsch. El alfabetismo cultural es una analogía del alfabetismo a secas (la capacidad de leer y escribir). Una persona alfabetizada conoce el alfabeto, la gramática y un conjunto suficiente de vocabulario del lenguaje objeto; una persona culturalmente alfabetizada conoce los signos y símbolos de una cultura dada, incluido su lenguaje, dialéctica particular, historias, entretenimiento, modismos, idiosincrasias, etc. La persona alfabetizada en una cultura es capaz de comprender a otras de esa cultura y hablar fluidamente con ellas.

## Causas
Los niños de una determinada cultura normalmente se alfabetizan culturalmente en ella a través del proceso de endoculturación. La endoculturación parece darse de forma natural, entrelazada con la educación, el juego, las relaciones familiares, las amistades, etc. La causa de la alfabetización cultural es una cuestión más difícil cuando se considera la aculturación de inmigrantes o minorías.
El alfabetismo en una cultura dada parece surgir con el tiempo tras la exposición frecuente a esa cultura y la participación habitual en ella, especialmente en ciertas áreas clave, como los negocios, los cuentos, las artes, la educación, la historia, la religión y la familia. Una persona podría alfabetizarse en una cultura sin escritura a través de conversaciones prolongadas con sus miembros y acceso al entorno en que viven, a sus utensilios y sus costumbres. Para alfabetizarse en una cultura con escritura, necesitaría además, de los libros películas, programas de televisión, obras de teatro, museos y monumentos que hubiera producido esa cultura, acceder a los culturalmente más relevantes.
La cultura occidental en general y la angloamericana en particular son culturas bibliocéntricas. A menudo emplean alusiones a la Biblia cristiana, o a las obras influyentes del inglés moderno temprano, como las obras de William Shakespeare, el Libro de Oración Común de Thomas Cranmer, la poesía de Geoffrey Chaucer y muchas otras. Una persona que conozca esos libros alcanzará por ello un grado alto de alfabetización en la cultura occidental. Sin embargo, también son esenciales la exposición al arte, a la historia y a la experiencia de los miembros de esa cultura.

## Ejemplos
Por ejemplo, en 1908, el autor británico G. K. Chesterton escribió: «La total confianza en sí mismo es una debilidad... el hombre con la autoconfianza [en ese grado] tiene 'Hanwell' escrito en su rostro tan claramente como está escrito en ese ómnibus». Esta afirmación, especialmente la segunda mitad, puede resultar incomprensible para un lector de fuera del Reino Unido, que no sabe que "ómnibus" es una palabra británica menos común para "autobús" y "Hanwell" era el nombre de un (ahora desaparecido) hospital psiquiátrico.

## Consecuencias
Los beneficios y perjuicios del alfabetismo cultural son objeto de debate. Por ejemplo, la movilidad social de una persona aumenta cuando puede participar cómodamente en una conversación con individuos que dan o niegan acceso a áreas de esa sociedad (gatekeepers), como empleadores o profesores. Las personas que llegan a una cultura, como los misioneros o los refugiados, pueden experimentar dificultades por su analfabetismo cultural. Sin embargo, alfabetizar culturalmente a esas personas puede, de manera opuesta, tener efectos sobre la cultura que las recibe. Por ejemplo, la caída de Constantinopla en 1453 en manos de los turcos propició que los sabios huidos fecundaran la cultura medieval europea y dieran lugar al Renacimiento.

## Investigación y preguntas
Las discusiones sobre alfabetismo cultural han dado lugar a varias preguntas controvertidas:
- La pregunta de la literatura: ¿cómo de importantes son los libros para la alfabetización cultural en Occidente? ¿Y qué libros?
- La pregunta del contenido: ¿qué tipos de conocimiento son importantes para la alfabetización cultural? ¿Conocer determinados hechos, nombres y fechas, o experiencias más etéreas, como haber escuchado tal o cual canción?
- La pregunta de la minoría: ¿es la alfabetización cultural parte de la hegemonía de la cultura dominante?
- La pregunta multicultural: ¿de qué cultura estamos hablando cuando decimos alfabetización cultural? ¿Deberíamos hablar de una o varias? En este segundo caso, ¿cuáles?[8]
- La pregunta sobre la educación: ¿la alfabetización cultural debería ser uno de los objetivos de la educación? Si es así, ¿cuál es el mejor medio para alcanzarlo?
- La pregunta de la evaluación: ¿cómo se evalúa el alfabetismo cultural? ¿Existe una manera óptima de evaluar el alfabetismo cultural de alguien?

## Cultura general
El concepto de cultura general está relacionado con el de alfabetismo culturalː si una persona puntúa alto en una prueba de cultura general, puede considerarse que su grado de alfabetismo cultural en esa cultura también es elevado. Pero, por una parte, la cultura general se compone de conocimientos comunes a varias culturas (de Física, de Matemáticas; saber, por ejemplo, que la Luna es el único satélite natural de la tierra) y, por otra parte, de conocimientos específicos de la cultura a la que pertenezca esa persona. La cultura general, por ejemplo, de un tailandés, no tiene los mismos contenidos que la de un senegalés.

## Para saber más
- E. D. Hirsch Jr. (1987). Cultural Literacy: What Every American Needs to Know. Boston: Houghton Mifflin. ISBN 0-395-43095-X.
- Hirsch, Eric Donald; Kett, Joseph F.; Trefil, James S. (2002). The New Dictionary of Cultural Literacy (3rd edición). Houghton Mifflin Harcourt. ISBN 0-618-22647-8.
- Christenbury, Leila "Cultural Literacy: A Terrible Idea Whose Time Has Come" The English Journal 78.1 (January 1989), pp. 14–17.
- Broudy, Harry S. (Spring 1990). «Cultural Literacy and General Education». Journal of Aesthetic Education 24 (1, Special Issue: Cultural Literacy and Arts Education): 7-16. doi:10.2307/3332851.
- Anson, Chris M. "Book Lists, Cultural Literacy, and the Stagnation of Discourse" The English Journal 77.2 (February 1988), pp. 14–18.
- Zurmuehlen, Marilyn "Serious Pursuit of Cultural Trivialization" Art Education 42.6 (November 1989), pp. 46–49.
- Simpson, Alan "The Uses of "Cultural Literacy": A British View" Journal of Aesthetic Education 25.4, 25th Anniversary Issue Winter, 1991), pp. 65–73.
- Reedy, Jeremiah "Cultural Literacy and the Classics" The Classical Journal 84.1 (October 1988), pp. 41–46.
- Murray, Denise E. Diversity as Resource. Redefining Cultural Literacy (Alexandria, Virginia) 1994.
- Bernard Schweizer. "Cultural Literacy: Is It Time to Revisit the Debate?" Thought & Action 25 (Fall 2009).
- «Cultural Literacy Tests - Challenge Yourself With Our Free Online Cultural Literacy Tests». The Literacy Company. Archivado desde el original el 29 de julio de 2021. Consultado el 29 de junio de 2022.

- Datos: Q5193388